# Ministri dell'interno della Repubblica Italiana
I ministri dell'interno della Repubblica Italiana si sono avvicendati dal 1946 in poi.

## Lista
| Ministro       | Ministro                  | Ministro                             | Partito                            | Governo              | Mandato          | Mandato          | Leg.             |
| Ministro       | Ministro                  | Ministro                             | Partito                            | Governo              | Inizio           | Fine             | Leg.             |
| -------------- | ------------------------- | ------------------------------------ | ---------------------------------- | -------------------- | ---------------- | ---------------- | ---------------- |
|                |                           | Alcide De Gasperi (1881-1954)        | Democrazia Cristiana               | De Gasperi II        | 14 luglio 1946   | 2 febbraio 1947  | AC               |
|                |                           | Mario Scelba (1901-1991)             | Democrazia Cristiana               | De Gasperi III       | 2 febbraio 1947  | 1º giugno 1947   | AC               |
| De Gasperi IV  | 1º giugno 1947            | Mario Scelba (1901-1991)             | Democrazia Cristiana               | 24 maggio 1948       |                  |                  | AC               |
| De Gasperi V   | 24 maggio 1948            | Mario Scelba (1901-1991)             | Democrazia Cristiana               | 28 gennaio 1950      | I                |                  |                  |
| De Gasperi VI  | 28 gennaio 1950           | Mario Scelba (1901-1991)             | Democrazia Cristiana               | 26 luglio 1951       | I                |                  |                  |
| De Gasperi VII | 26 luglio 1951            | Mario Scelba (1901-1991)             | Democrazia Cristiana               | 16 luglio 1953       | I                |                  |                  |
|                |                           | Amintore Fanfani (1908-1999)         | Democrazia Cristiana               | De Gasperi VIII      | 16 luglio 1953   | 17 agosto 1953   | II               |
| Pella          | 17 agosto 1953            | Amintore Fanfani (1908-1999)         | Democrazia Cristiana               | 19 gennaio 1954      |                  |                  | II               |
|                |                           | Giulio Andreotti (1919-2013)         | Democrazia Cristiana               | Fanfani I            | 19 gennaio 1954  | 10 febbraio 1954 | II               |
|                |                           | Mario Scelba (1901-1991)             | Democrazia Cristiana               | Scelba               | 10 febbraio 1954 | 6 luglio 1955    | II               |
|                |                           | Fernando Tambroni (1901-1963)        | Democrazia Cristiana               | Segni I              | 6 luglio 1955    | 20 maggio 1957   | II               |
| Zoli           | 20 maggio 1957            | Fernando Tambroni (1901-1963)        | Democrazia Cristiana               | 2 luglio 1958        |                  |                  | II               |
| Fanfani II     | 2 luglio 1958             | Fernando Tambroni (1901-1963)        | Democrazia Cristiana               | 16 febbraio 1959     | III              |                  |                  |
|                |                           | Antonio Segni (1891-1972)            | Democrazia Cristiana               | Segni II             | III              | 16 febbraio 1959 | 26 marzo 1960    |
|                |                           | Giuseppe Spataro (1897-1979)         | Democrazia Cristiana               | Tambroni             | III              | 26 marzo 1960    | 27 luglio 1960   |
|                |                           | Mario Scelba (1901-1991)             | Democrazia Cristiana               | Fanfani III          | III              | 27 luglio 1960   | 22 febbraio 1962 |
|                |                           | Paolo Emilio Taviani (1912-2001)     | Democrazia Cristiana               | Fanfani IV           | III              | 22 febbraio 1962 | 22 giugno 1963   |
|                |                           | Mariano Rumor (1915-1990)            | Democrazia Cristiana               | Leone I              | 22 giugno 1963   | 5 dicembre 1963  | IV               |
|                |                           | Paolo Emilio Taviani (1912-2001)     | Democrazia Cristiana               | Moro I               | 5 dicembre 1963  | 23 luglio 1964   | IV               |
| Moro II        | 23 luglio 1964            | Paolo Emilio Taviani (1912-2001)     | Democrazia Cristiana               | 24 febbraio 1966     |                  |                  | IV               |
| Moro III       | 24 febbraio 1966          | Paolo Emilio Taviani (1912-2001)     | Democrazia Cristiana               | 25 giugno 1968       |                  |                  | IV               |
|                |                           | Franco Restivo (1911-1976)           | Democrazia Cristiana               | Leone II             | 25 giugno 1968   | 13 dicembre 1968 | V                |
| Rumor I        | 13 dicembre 1968          | Franco Restivo (1911-1976)           | Democrazia Cristiana               | 6 agosto 1969        |                  |                  | V                |
| Rumor II       | 6 agosto 1969             | Franco Restivo (1911-1976)           | Democrazia Cristiana               | 28 marzo 1970        |                  |                  | V                |
| Rumor III      | 28 marzo 1970             | Franco Restivo (1911-1976)           | Democrazia Cristiana               | 6 agosto 1970        |                  |                  | V                |
| Colombo        | 6 agosto 1970             | Franco Restivo (1911-1976)           | Democrazia Cristiana               | 18 febbraio 1972     |                  |                  | V                |
|                |                           | Mariano Rumor (1915-1990)            | Democrazia Cristiana               | Andreotti I          | 18 febbraio 1972 | 26 giugno 1972   | V                |
| Andreotti II   | 26 giugno 1972            | Mariano Rumor (1915-1990)            | Democrazia Cristiana               | 8 luglio 1973        | VI               |                  |                  |
|                |                           | Paolo Emilio Taviani (1912-2001)     | Democrazia Cristiana               | Rumor IV             | VI               | 8 luglio 1973    | 15 marzo 1974    |
| Rumor V        | 15 marzo 1974             | Paolo Emilio Taviani (1912-2001)     | Democrazia Cristiana               | 23 novembre 1974     | VI               |                  |                  |
|                |                           | Luigi Gui (1914-2010)                | Democrazia Cristiana               | Moro IV              | VI               | 23 novembre 1974 | 12 febbraio 1976 |
|                |                           | Francesco Cossiga (1928-2010)        | Democrazia Cristiana               | Moro V               | VI               | 12 febbraio 1976 | 30 luglio 1976   |
| Andreotti III  | 30 luglio 1976            | Francesco Cossiga (1928-2010)        | Democrazia Cristiana               | 13 marzo 1978        | VII              |                  |                  |
| Andreotti IV   | 13 marzo 1978             | Francesco Cossiga (1928-2010)        | Democrazia Cristiana               | 11 maggio 1978       | VII              |                  |                  |
| Andreotti IV   |                           |                                      | Virginio Rognoni (1924-2022)       | Democrazia Cristiana | VII              | 13 giugno 1978   | 21 marzo 1979    |
| Andreotti V    | 21 marzo 1979             | 5 agosto 1979                        | Virginio Rognoni (1924-2022)       | Democrazia Cristiana | VII              |                  |                  |
| Cossiga I      | 5 agosto 1979             | 4 aprile 1980                        | Virginio Rognoni (1924-2022)       | Democrazia Cristiana | VIII             |                  |                  |
| Cossiga II     | 4 aprile 1980             | 18 ottobre 1980                      | Virginio Rognoni (1924-2022)       | Democrazia Cristiana | VIII             |                  |                  |
| Forlani        | 18 ottobre 1980           | 28 giugno 1981                       | Virginio Rognoni (1924-2022)       | Democrazia Cristiana | VIII             |                  |                  |
| Spadolini I    | 28 giugno 1981            | 23 agosto 1982                       | Virginio Rognoni (1924-2022)       | Democrazia Cristiana | VIII             |                  |                  |
| Spadolini II   | 23 agosto 1982            | 1º dicembre 1982                     | Virginio Rognoni (1924-2022)       | Democrazia Cristiana | VIII             |                  |                  |
| Fanfani V      | 1º dicembre 1982          | 13 luglio 1983                       | Virginio Rognoni (1924-2022)       | Democrazia Cristiana | VIII             |                  |                  |
|                |                           | Oscar Luigi Scalfaro (1918-2012)     | Democrazia Cristiana               | Craxi I              | 4 agosto 1983    | 1º agosto 1986   | IX               |
| Craxi II       | 1º agosto 1986            | Oscar Luigi Scalfaro (1918-2012)     | Democrazia Cristiana               | 18 aprile 1987       |                  |                  | IX               |
| Fanfani VI     | 18 aprile 1987            | Oscar Luigi Scalfaro (1918-2012)     | Democrazia Cristiana               | 29 luglio 1987       |                  |                  | IX               |
|                |                           | Amintore Fanfani (1908-1999)         | Democrazia Cristiana               | Goria                | 29 luglio 1987   | 13 aprile 1988   | X                |
|                |                           | Antonio Gava (1930-2008)             | Democrazia Cristiana               | De Mita              | 13 aprile 1988   | 23 luglio 1989   | X                |
| Andreotti VI   | 23 luglio 1989            | Antonio Gava (1930-2008)             | Democrazia Cristiana               | 16 ottobre 1990      |                  |                  | X                |
| Andreotti VI   |                           |                                      | Vincenzo Scotti (1933)             | Democrazia Cristiana | 16 ottobre 1990  | 13 aprile 1991   | X                |
| Andreotti VII  | 13 aprile 1991            | 28 giugno 1992                       | Vincenzo Scotti (1933)             | Democrazia Cristiana |                  |                  | X                |
|                |                           | Nicola Mancino (1931)                | Democrazia Cristiana               | Amato I              | 28 giugno 1992   | 29 aprile 1993   | XI               |
|                | Partito Popolare Italiano | Nicola Mancino (1931)                | Ciampi                             | 29 aprile 1993       | 19 aprile 1994   |                  | XI               |
|                |                           | Roberto Maroni (1955-2022)           | Lega Nord                          | Berlusconi I         | 11 maggio 1994   | 17 gennaio 1995  | XII              |
|                |                           | Antonio Brancaccio (1923-1995)       | Indipendente                       | Dini                 | 17 gennaio 1995  | 8 giugno 1995    | XII              |
|                |                           | Giovanni Rinaldo Coronas (1919-2008) | Indipendente                       | Dini                 | 8 giugno 1995    | 18 maggio 1996   | XII              |
|                |                           | Giorgio Napolitano (1925-2023)       | Partito Democratico della Sinistra | Prodi I              | 18 maggio 1996   | 21 ottobre 1998  | XIII             |
|                |                           | Rosa Russo Iervolino (1936)          | Partito Popolare Italiano          | D'Alema I            | 21 ottobre 1998  | 22 dicembre 1999 | XIII             |
|                |                           | Enzo Bianco (1951)                   | I Democratici                      | D'Alema II           | 22 dicembre 1999 | 26 aprile 2000   | XIII             |
| Amato II       | 26 aprile 2000            | Enzo Bianco (1951)                   | I Democratici                      | 11 giugno 2001       |                  |                  | XIII             |
|                |                           | Claudio Scajola (1948)               | Forza Italia                       | Berlusconi II        | 11 giugno 2001   | 3 luglio 2002    | XIV              |
|                |                           | Giuseppe Pisanu (1937)               | Forza Italia                       | Berlusconi II        | 3 luglio 2002    | 23 aprile 2005   | XIV              |
| Berlusconi III | 23 aprile 2005            | Giuseppe Pisanu (1937)               | Forza Italia                       | 17 maggio 2006       |                  |                  | XIV              |
|                |                           | Giuliano Amato (1938)                | Partito Democratico                | Prodi II             | 17 maggio 2006   | 8 maggio 2008    | XV               |
|                |                           | Roberto Maroni (1955-2022)           | Lega Nord                          | Berlusconi IV        | 8 maggio 2008    | 16 novembre 2011 | XVI              |
|                |                           | Annamaria Cancellieri (1943)         | Indipendente                       | Monti                | 16 novembre 2011 | 28 aprile 2013   | XVI              |
|                |                           | Angelino Alfano (1970)               | Il Popolo della Libertà            | Letta                | 28 aprile 2013   | 22 febbraio 2014 | XVII             |
|                | Nuovo Centrodestra        | Angelino Alfano (1970)               | Renzi                              | 22 febbraio 2014     | 12 dicembre 2016 |                  | XVII             |
|                |                           | Marco Minniti (1956)                 | Partito Democratico                | Gentiloni            | 12 dicembre 2016 | 1º giugno 2018   | XVII             |
|                |                           | Matteo Salvini (1973)                | Lega                               | Conte I              | 1º giugno 2018   | 5 settembre 2019 | XVIII            |
|                |                           | Luciana Lamorgese (1953)             | Indipendente                       | Conte II             | 5 settembre 2019 | 13 febbraio 2021 | XVIII            |
| Draghi         | 13 febbraio 2021          | Luciana Lamorgese (1953)             | Indipendente                       | 22 ottobre 2022      |                  |                  | XVIII            |
|                |                           | Matteo Piantedosi (1963)             | Indipendente                       | Meloni               | 22 ottobre 2022  | in carica        | XIX              |